# 悪女 (漫画)
『悪女』（わる）は、深見じゅんによる日本の漫画作品、およびそれを原作としたテレビドラマ。
漫画作品は、1988年から1997年まで『BE・LOVE』（講談社）に連載された。1991年、第15回講談社漫画賞一般部門を受賞。
テレビドラマ作品では1992年に読売テレビ製作・石田ひかり主演で日本テレビ系列で放送され、2022年にはキー局の日本テレビ製作により、今田美桜主演にて同局系列で放送された。

## 概要
『BE・LOVE』1988年4号から1997年10号に連載。全222話。単行本は講談社コミックスビーラブから全37巻が、文庫版は講談社漫画文庫から全19巻が発行された。
落ちこぼれOLが同じ会社のエリート社員に一目惚れし、彼と釣り合う女性になるべく奮闘・成長する様子を描いた作品。毎回連載時の最初のタイトルページにはいろいろなゲーム画面のパロディイラストが描かれている。単行本の巻末には、一部を除いて「おまけのぺぇじ」という書き下ろしのショートコミックが掲載されている。

## あらすじ
落ちこぼれの新入社員・田中麻理鈴は、社内で偶然会った男性社員に一目惚れし、イニシャルT・Oを手がかりにその男性社員を探し始める。同時に、同じ職場の先輩・峰岸雪から出世するための指導を受け、麻理鈴はさまざまな部署やプロジェクトチームへ次々と異動。行く先々の職場で、学歴や性別での偏見やいじめ、仕事上の困難な課題に遭遇する。しかし、まだ見ぬ恋の相手T・Oさんへの想いを支えに、持ち前の根性と明るさで真正面から立ち向かう。そんな彼女の熱意は、出会った上司や同僚、周囲の人々に影響を与え、彼女自身も成長していく。やがて、同じプロジェクトのチーフ・小野忠の情報で、T・Oさんは田村収という社員だとわかる。麻理鈴は、田村への想いをその胸に大切に抱きながら、彼にふさわしい女性になりたいと懸命に仕事に取り組んでいく。

## 登場人物

### 本編

#### 近江物産の社員
田中麻理鈴（たなか まりりん）
主人公。三流大学（1992年のドラマでは短期大学）を四流の成績で卒業し、一流商社である近江物産に三流のコネで入社した落ちこぼれのOL。主な通勤方法は電車。落としたコンパクトを拾ってくれたT・Oさんに一目惚れし、その人に会いたい気持ちをバネに様々な困難に立ち向かっていく。大食いで酒、煙草に強い体質を持つ程の酒豪且つ喫煙者（ヘビースモーカー）であり、大ジョッキ一杯の焼酎のお湯割りを一気飲みしたことがある。宴会芸とテーブルゲーム（特にオセロ）が大得意。父親が好きだったマリリン・モンローが名前の由来。
田村収（たむらおさむ）
近江物産のエリート社員。麻理鈴のコンパクトを拾ってくれた優しくてハンサムな男性。当初は名前すら分からなかった麻理鈴は、秘書課の資料室でパスポート用写真を見つけ、その裏に書かれたイニシャルから、T・Oさんと呼ぶ。
峰岸雪（みねぎし ゆき）
資材管理室の先輩女性社員。実は近江物産で一番出世した女性。新入社員の麻理鈴に色々と出世のコツを教える。自らは関連会社の事業本部副部長（事実上のトップ）にまで出世するほどの才媛。
夏目（なつめ）
秘書課のチーフ。かつて峰岸に恋人を奪われたことがある。その因縁から麻理鈴を追い出そうとしていたが、麻理鈴が秘書課から庶務課に異動するころには峰岸とも和解でき、麻理鈴にも好印象を抱くようになる。峰岸の結婚式にも出席した。
小野忠（おの ただし）
近江物産のエリート社員。麻理鈴がT・Oさんを探す中で出会い、その後、同じプロジェクトで仕事をする。知的ではない女をバカでブスと一括りにして嫌っていたが、麻理鈴と仕事をするうちに女性への偏見がなくなる。麻理鈴の天然ボケっぷりに振り回されるが、口でいうほど嫌がっておらず、陰日向に麻理鈴をサポートする良き先輩であり、理解者。
沼田総一郎（ぬまた そういちろう）
近江物産の偉い人。一人でオセロをしているところに迷い込んできた麻理鈴と一試合するもコテンパンにやられる。麻理鈴がつけたあだ名はオセロおじさん。不仲だった甥・勝との関係を麻理鈴たちの働きで修復した。
宇田山（うだやま）
庶務課のチーフ。
佐々木チエ（ささきちえ）
麻理鈴の同僚で庶務課に勤務。「ミス総務」と呼ばれている。麻理鈴が庶務課に来たばかりの頃は彼女のことが気に入らず、さまざまな意地悪を繰り返してきたが、今では一目置いている。石井に片思いをしており、彼が結婚すると聞いた時には号泣した。
石井（いしい）
庶務課に勤務。麻理鈴に惚れていたが、麻理鈴に好きな人がいると知って彼女のことをあきらめた。後に紺野と結婚した。
梨田友子（なしだ ともこ）
広報課に勤務。とてもケチな性格で金貸しを副業としている。社内情報に詳しい。峰岸のことを「魔女のような人」と言ったことがある。新聞記者の大和に片思いしており、麻理鈴のおかげで彼と結婚できた。
木村美佐子（きむらみさこ）
営業から庶務課にきた麻理鈴の同僚。出世願望が誰よりも強く麻理鈴を敵視していた。T・Oさんを小野のことだと勘違いし、デートに誘ったりしていた。麻理鈴が庶務課からシステム企画課に異動になったと同時に業務部へ異動した。
山瀬修（やませ おさむ）
近江物産の社員で麻理鈴の後輩。麻理鈴に惚れてしまい、いろいろと行動を起こす。麻理鈴とは対照的にコップ半分のビールを飲むだけで酔い潰れるほどの下戸であり非喫煙者（ノンスモーカー）、極度の甘党である。
板倉夕子（いたくら ゆうこ）
麻理鈴の同僚。帰国子女で、独特な直訳した日本語を話す。急いでいたり冷静さを失ったりした時は、単語を微妙に間違ってしまう。山瀬に一目惚れし、振られはしたが、想いを貫き通す。
三島（みしま）
仕事に厳しい上司。麻理鈴に「課長さま」と呼ばせる。小野と同様に一般のOLに理解を示さなかったが、麻理鈴と仕事をして女性への偏見がなくなる。麻理鈴がレディスシンクタンクに出向している間に栄転した。
宮園桃子（みやぞの ももこ）
文書法務課に勤務。ホワイトローズクラブの会員でリーダー的存在。麻理鈴がクラブ入会時は麻理鈴のことを快く思っていなかったが、定例会本番に近づくと美子を裏切り麻理鈴に協力するようになった。
杉乃井和子（すぎのい かずこ）
経理課に勤務。実はホワイトローズクラブの会長を務めているのだが、正体を隠しながら麻理鈴の計画に協力した。最終的にはホワイトローズクラブの解散を宣言した。
佐伯（さえき）
管理課からやってきた三島課長の後任課長。表ではニコニコしているが、裏では冷酷なリストラを進める非情な上司。

#### その他
紺野涼子（こんの りょうこ）
焼き鳥屋「タイチロ」のアルバイト女性。お店ではスッピンでいるが、それ以外の時は綺麗にお化粧をしてお洒落な洋服を着て、まるで別人のようである。お店で働いている時に麻理鈴と知り合って以来T・Oさん探しに協力した。その後、庶務課に勤務している石井と結婚し、アルバイトをやめた。名門大学卒の才女である。
大和正義（やまと まさよし）
太陽経済の新聞記者。梨田の友人で、後に梨田と結婚した。
よしえ
銀座のクラブ「璃羅」のママ。峰岸の同級生で親交が深い。麻理鈴にアドバイスをくれる良き理解者。
オカちゃん
峰岸とよしえの大学の同級生で、よろず引受人。料金は高額だが、よしえの紹介なら無料で行ってくれる。峰岸のことを嫌っているが、結婚式には出席している。
花屋
銀座で花屋をしている行商のおばさん。銀座の店の場所や持ち主の名前をほとんど覚えており、花を買うと場所を教えてくれる。麻理鈴に「璃羅」の場所を教えてあげた。彼女の性格が気に入ったらしい。
おさよ
銀座の飲み屋「おさよ」の女将。よしえの師匠のような存在。麻理鈴の定例会の計画に協力した。実はホワイトローズクラブの元会員。
河合紫（かわい むらさき）
河合商会の専務の娘で社長の姪。麻理鈴や山瀬と協力して佐伯課長の陰謀を食い止めようとした。麻理鈴の為にT・Oさんの生年月日や家族構成などのデータを調べてあげた。
平賀勝（ひらが まさる）
沼田の甥でいんちき経営コンサルタント。勝（かつ）と名乗る。2歳の時、飛行機事故で両親を失い、沼田に引き取られて育つ。両親が死んだのは沼田のせいだと思い込み、ことごとく反発するも、麻理鈴たちのおかげで和解する。沼田を憎むあまり、物流会社を生産性のかけらの無い物と揶揄していた。

### おまけのぺぇじ
ふかみ
単行本巻末おまけのぺぇじの登場人物。作者と同じ名前。あらゆる手を使ってサボろうとする怠け者。
編集
おまけのぺぇじの登場人物。大酒飲みの映画好き。ふかみに仕事をさせようと奮闘?するも彼女の仕掛ける罠（酒とおつまみ）に引っ掛かったりあるいは破ったりと大活躍。

## 峰岸が麻理鈴に教えた出世の裏技
- お掃除担当のおばさんの名前を覚える[注釈 1]
- 社史を覚える[注釈 2]
- 重役全員の顔と名前を覚える
- 一通りのビジネス書に目を通す
- オセロに強くなる
- 外見だけでなく内面的な部分も鍛えて強くなる

## 作品の舞台
近江物産
世界に誇れる一流企業。
資材管理室
入社後、麻里鈴が配属された部署。わけあって麻里鈴が二度目に配属された時には、すでに部署としてはほとんど機能していなかった。
海外事業部
研修期間が終わった板倉が配属された部である。世界を相手に仕事をするため、近江物産の中でもっとも忙しい部署である。
レディスシンクタンク
近江物産の関連会社。働く女性のための派遣会社。
タイチロ
峰岸いきつけの煮込みが美味しい居酒屋。まりりんの峰岸との思い出の店。
璃羅（りら）
よしえが経営する銀座のクラブ。近江物産の社員もよく利用している。1回だけ飲食・サービス料が無料になる璃羅カードというものがある。オカちゃん曰く、銀座のクラブとしては中の上ランクの店であるとのこと。
ホワイトローズクラブ
近江物産のクラブの内の一つ。麻里鈴が有無を言わさず入部させられた。当初、品を養う為に創立されたクラブであったが、実態は仕事をしないお嬢様社員、もしくは成金のお嬢様気取りの社員がただ単に遊ぶだけの場所に陥っていた。

## テレビドラマ（1992年版）
1992年4月18日から6月27日まで毎週土曜、22:00 - 22:54（JST）の『DRAMA-CAN!』枠に読売テレビの制作で日本テレビ系列にて放送。同時刻での連続ドラマは『傷だらけの天使』以来17年ぶりとなった。 
登場人物は概ね原作通りだが、キャラクターの性格やストーリー展開は原作と異なる作りになっている。
麻理鈴が、近江物産へ入社し備品管理室・秘書課2課・総務部・Cプロジェクト準備室・レディースシンクタンクを経て、退職し再度派遣社員として近江物産で働くまでのストーリーである。 

### キャスト
キャラクター内容は原作と共通、もしくはドラマ特有のものである。
田中麻理鈴（たなか まりりん）
演 - 石田ひかり
北海道出身。1971年4月21日生まれ。東福山短期大学 文学部卒業。 
- 中学から短大まで自転車通学を行っていた。
- 短大在学中は宴会研究会に在籍していた。
- 入社後は叔母の家から会社に通勤予定だったが、叔母の子が受験ノイローゼになりひとり暮らしをするようになった。
- 父の従兄弟の奥さんの知り合いのコネで近江物産に入社した。

小野忠
演 - 布施博
仕事ができ、Cプロジェクトの責任者やレディースシンクタンクの総合調整役などを任されている。 
- 社内では異例の出世と呼ばれている。
- 高所恐怖症である。
- 当初は麻理鈴を嫌っており、認めていなかった。

木村美佐子
演 - 渡辺満里奈　
食品2課よりCプロジェクトに異動になった新入社員。 
- 出世欲が強く、麻理鈴をライバル視している。
- 人と同じ洋服を着たくないという気持ちが強く、既製品のものは着ずに自分で作っている。
- 木登りが得意。
- 小野に好意を寄せている。

石井隆博
演 - 永瀬正敏（特別出演）
- ニューヨーク産まれ。杉並区在住。
- 幹部候補生として入社式で新入社員の代表挨拶をする。
- 総務部を経てニューヨーク勤務となる。

紺野涼子
演 - 石野陽子（特別出演）
- 居酒屋太一呂で働く。その前は同時通訳で活躍していた。
- 父親が大きな焼き鳥屋のチェーン店の経営者である。
- 石井とともにニューヨークへ移住する。

梨田友子
演 - 河合美智子　
- 近江物産アパレル部勤務。
- スナックジャンヌダルクで中森静香の名でアルバイトをしている。
- 有名ブランドのサンプルを買い取り、レンタルブティックをしている。
- 実家は梨田製作所。

佐々木チエ
演 - 鶴田真由　
- 近江物産総務部勤務。
- 世田谷区在住。
- 麻理鈴の手帳に挟んであるT・Oさんの写真をぬすむ。
- 石井、小野に思いを寄せるが成就しない。

岡野明彦
演 - 石橋保　　
- 近江物産Cプロジェクト準備室→プロジェクト推進室→レディースシンクタンク出向。
- ムパタクラブのパーティー幹事を務める。

山藤はじめ
演 - 犬塚弘　　
- 城東大学の経済学部で20年教授を務める。
- 麻理鈴と同じ歳の娘がいる。

三島達郎
演 - 岸部一徳　
- 近江物産広報課課長。
- レディースシンクタンクパイロットCMの審査を務める。
- 広報課に10年勤務している。
- バリバリの男尊女卑。自分の意に従わない社員やOLに対して厳格な措置を取り、今までに9人のアホOLを退職に追い込むなど、シビアな側面も持っている。

峰岸佐和
演 - 倍賞美津子
- 近江物産備品管理室→近江物産取締役→レディースシンクタンク代表取締役。
- 近江物産で一番出世した女性と言われている。
- 11年前に夏目の恋人を略奪した。
- オセロが得意。若手社員の頃、重役全員の名前を覚えて重役を驚かせた事がある。

夏目
演 - 結城しのぶ
- 近江物産秘書課二課の課長。独身。
- 峰岸のことを死ぬほど恨んでいると噂されている。

実川
演 - 角替和枝
- 近江物産秘書課二課勤務。

室瀬
演 - 小河麻衣子
- 近江物産秘書課二課勤務。

宇田山チーフ
演 - 岡本麗　
- 近江物産総務部チーフ。

林美奈子
演 - とよた真帆
- 近江物産総務部勤務。入社6年目。
- 麻理鈴の入社後、やりたいことがあると近江物産を退職。

香川薫
演 - あめくみちこ
- フリーのプログラマーでCADオペレーター。

松本アンヌ
演 - 銀粉蝶
- 同時通訳と大学の非常勤講師を務める。専門はフランス語、中国語とロシア語もできる。

塚本
演 - 定岡徹久
- 近江物産国際金融部からレディースシンクタンクに出向。

近江物産 相談役
演 - 高品格
T・Oさん（田村収）
演 - XIU JIAN (修健)
- 近江総合研究所経済分析課に勤務。

警備員
演 - でんでん、住若博之

### サブキャスト
男性俳優
演 - 斉藤暁、大矢兼臣、出光元、沼田爆、大林丈史、大河内浩、横尾三郎、村松克巳(村松克己)、佐戸井けん太、冨家規政、遠山俊也、正城慎太郎、山中康司、三上高央、渡浩行、酒井光治(尾井治安)、高石賢治、大久保了、村上幹夫
女優
演 - 千葉裕子、太地琴恵、てらだちなつ(寺田千夏)、吉佐美聖子、中帆登美(久我美智子)、吉田光希、吉田美江、栗田よう子、橘ユキコ(橘雪子)、山本ふじこ、野村ちこ、ただのあっ子、山下千景、中上ちか、竜のり子

### ドラマの舞台
近江物産
- 年間22兆円の総売り上げを上げる総合商社。
- 創業は寛政6年で、近江物産の名称となったのは明治10年である。
- 本社内の多くの部署は独立採算制をとっており、各部署の売り上げで使用するフロアに対する家賃をまかなっている。売り上げが落ちた部署が社内で引越しを行わざるを得ない事態も起こる。
- 基本的に本社で働く独身女性社員のひとり暮らしが認められておらず、自宅通勤をするように決まっている。
- ドラマでの外観やエントランス、メインエレベータフロアは目黒雅叙園内のアルコタワーにて撮影を行っている。

備品管理室
- 入社後、麻理鈴が最初に配属された部署。社内で使用する文房具を中心とする備品の在庫管理やその配達を行う部署。
- 社内では『辞めさせたくても、辞めさせることが出来ない人を飼っておくための座敷牢』と呼ばれている。
- 峰岸ともここで出会う。

秘書課2課
- 麻理鈴が備品管理室から異動になった部署。
- 所属スタッフは外国語に堪能で仕事が出来るスタッフが多く、メインスタッフの数が限られている。
- 近江物産本社ビルの高層階に位置し、他の一般の部署とは廊下などの共用部分の作りが異なり、高級感がある。
- 秘書課2課は実質的に会長の秘書業務を行い、秘書課1課は社長の秘書業務を行っている。
- 秘書課2課に隣接するファイル室には、関係者以外の立ち入りが禁止されている。

総務部
- 麻理鈴が秘書課より異動になった部署。
- 集計や会議室の予約などの業務を行っている。
- 宇田山チーフ、林、佐々木チエなどのスタッフが在籍し、麻里鈴が備品管理室に在籍していた際にも度々備品の配達を行うなど関係が深い。
- 女性スタッフが多い部署である。

Cプロジェクト準備室
- 麻理鈴が総務部に配属のまま出向していた部署。
- 大都市を造りだし、遷都を行うことをプロジェクトのミッションとして掲げている。
- スタッフの人数は少ないが、海外支社から呼び寄せたスタッフが在籍するなど少数精鋭の部署。
- Cプロジェクトの具体的な方向性が決まると、『Cプロジェクト推進室』と名前が変更となり、使用する部屋の移動やスタッフの再編が行われた。

近江総合研究所
- つくば市にある近江物産の研究施設。
- 各分野の専門的な研究を行うことで今後の社会経済の方向性を予測する業務を行っている。
- 近江総合研究所で予測された情報は、多くの有名企業などが高い会費を支払い提供を受けている。
- 実力主義で男女ともに平等にチャンスが与えられる。

レディースシンクタンク
- Cプロジェクト準備室から総務部に戻った麻理鈴が峰岸に呼び出されチーフを務めることとなった会社。
- 峰岸が立ち上げた近江物産のグループ会社で女性向けの人材派遣会社。
- ドラマでの外観はニューピア竹芝ノースタワーが使用され、それに伴い近隣でのロケ撮影も行われた。

太一呂
- 峰岸が行きつけの居酒屋。焼き鳥と煮込み料理がおいしい。
- 涼子の親が経営しているお店。
- 近江物産の社員の利用も多い。

KAZUN'S
- 涼子がT・Oさんを何度か目撃したバー。
- 店内の音楽がピアノの生演奏だったり、外国人の店員がいたりと気安く入れる店ではなく、料金も高額のメニューが並ぶ。
- 麻理鈴が通い始め間もなく閉店する。

ジャンヌダルク
- 梨田が近江物産就業後にアルバイトをしているカラオケバー。

MPATA
- 実在したタンザニアの画家サイモン・ジョージ・ムパタの名前から店名を取ったと思われるレストランバー。実際にムパタの絵が飾ってある。
- 近江物産の社員の交流会『MPATA CLUB』やプロジェクトの打ち上げ、待ち合わせなどの際に利用される。
- お酒が中心だが、パーティーなどでは食べ物の提供している。
- トランプゲームのバカラを楽しむことが出来る。
- 小野や岡野がよく利用しており、ドラマの後半を中心に登場する。

### テーマ曲
- 主題歌「Thank You My Girl」RABBIT
- テーマソング「思い出の瞳」デート・オブ・バース
- 挿入歌「もう一度逢いたくて」並河祥太、高橋洋子

### スタッフ
- 原作 - 深見じゅん
- 脚本 - 神山由美子
- 演出 - 山本和夫(YTV)、森一弘、国本雅広、吉田使憲
- 音楽 - 小林泉美、嘉多山信、森英治
- 音楽監督 - 近藤由紀夫
- 技術協力 - フォーチュン
- 美術協力 - アックス
- 編集・MA - 東通ビデオセンター
- スタジオ - 緑山スタジオ・シティ
- 企画 - 伊地智啓、諏訪道彦(YTV)
- プロデュース - 齋藤勇司、鈴木聡、山本和夫(YTV)
- 制作 - 読売テレビ、キティ・フィルム

### 放送日程
| 各話        | 放送日  | サブタイトル           | 演出     |
| ----------- | ------- | ---------------------- | -------- |
| LEVEL01     | 4月18日 | 何かいいこと…          | 山本和夫 |
| LEVEL02     | 4月25日 | 出世してみます。       | 森一弘   |
| LEVEL03     | 5月02日 | 仕事させろ!            | 森一弘   |
| LEVEL04     | 5月09日 | 初めてなんです…        | 国本雅広 |
| LEVEL05     | 5月16日 | 幸せは歩いてこないッ!  | 国本雅広 |
| LEVEL06     | 5月23日 | ウェディング・ドレス?! | 森一弘   |
| LEVEL07     | 5月30日 | …もう一度逢いたくて    | 森一弘   |
| LEVEL08     | 6月06日 | ひえーっ、社長!        | 国本雅広 |
| LEVEL09     | 6月13日 | 部下がいるもん!        | 国本雅広 |
| LEVEL10     | 6月20日 | 男は会社の粗大ゴミ     | 吉田使憲 |
| FINAL LEVEL | 6月27日 | 君にありがとう         | 森一弘   |

### 備考
田中麻理鈴役の石田ひかりはゴールデンタイム枠の地上波初主演の作品であり、1992年4月18日の初回放送の時点で19歳だったが、役作りを前提として本物の酒類とタバコを使用して演技を行った。なお、2000年代以降は『20歳未満の飲酒禁止』および『20歳未満の喫煙禁止』の規制強化により、禁止されている。
永瀬正敏にとっては1990年代最後の連続ドラマのレギュラー出演であり、以降は主に映画に出演している。

## テレビドラマ（2022年版）

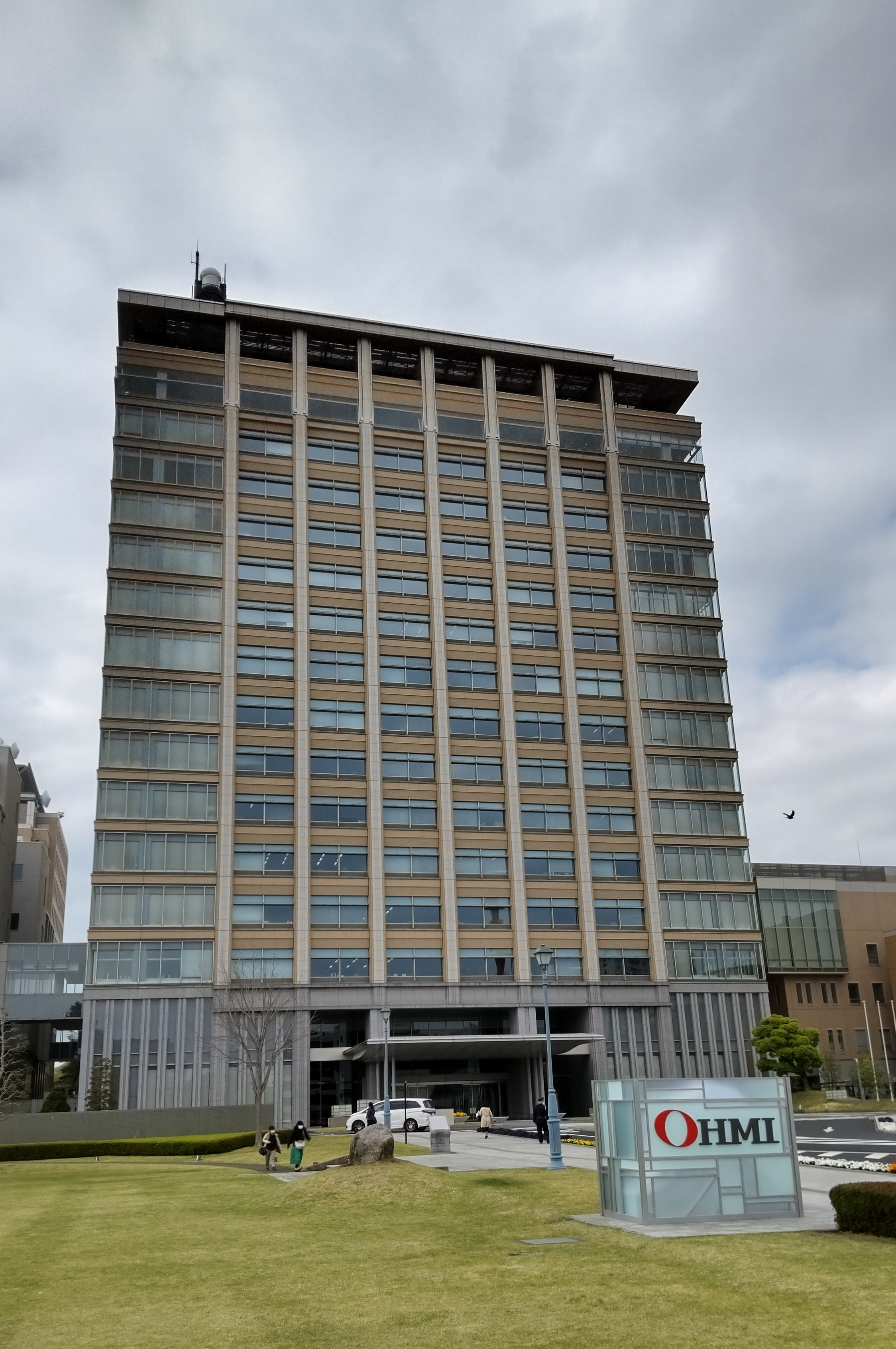
株式会社オウミ本社ビルとしてロケが行われた栃木県庁

『悪女（わる）〜働くのがカッコ悪いなんて誰が言った?〜』（わる〜はたらくのがかっこわるいなんてだれがいった?〜）のタイトルで、2022年4月13日から6月15日まで日本テレビ系「水曜ドラマ」枠で放送されたテレビドラマ。
主演は本作がドラマ初主演となる今田美桜。

### あらすじ（2022年版テレビドラマ）

#### 第1話 1st STAGE 備品管理課
三流大学を四流の成績で卒業した田中麻理鈴は、就職試験で連続300社以上不合格になった後、社長の出身地（滋賀県）枠で株式会社オウミに合格する。入社前にスカイダイビングで出会ったT・Oがオウミの社員であることを聞いて憧れを抱いた麻理鈴は、配属された総務部備品管理課の先輩峰岸雪の勧めもあり、T・Oに出会うため出世することを決意する。営業一課の大井美加は2020年入社で入社3年目であるが、リモート研修を行っただけで、実際の営業の経験はなく、同期と共に「コロナ年入社組は、新入社員よりも使えない」と評価されており、同課の課員に名前を間違えられることもある。中学生時代より使っている徳田家具製品のよさを広島だけでなく広く知らせたいと考えて課内で提案して採用されるが、実際の営業業務は担当させてもらえない。麻理鈴の勧めで徳田家具社長の徳田永作に飛び込みの営業を行い、Eモールへの出品の同意を得る。

#### 第2話 2nd STAGE 人事部
人事部に配置換えになった田中麻理鈴はハンカチにイニシャルT・Oを記入して落とし主探しにかこつけて探すが見つからない。上司になった夏目人事課長は有能な女性の部下を排除する「女王蜂症候群」であると評されている。夏目はリーダー研修を機に社員の有能さについて自分が一面的な見方をしていたことに気付く。麻理鈴はT・Oの姓がOではなくTであることに気付きT・Oを見つける。

#### 第3話 3rd STAGE マーケティング部
マーケティング部に異動した田中麻理鈴が配属されたのは「おまけ」と呼ばれるリサーチチームだった。「おまけ」の廃止がうわさされる中、リサーチ業務に対する愛情を麻理鈴に指摘された先輩社員の梨田友子は、売れ残った「スッポンスープ」の販売に熱意を燃やし、企画開発部の小野忠に働きかけて完売に成功する。麻理鈴は一時帰国しているT・Oこと田村収を海外事業部に訪ねるが、すでに出発していて会えない。

#### 第4話 4th STAGE  125周年プロジェクト
田中麻理鈴は小野忠がリーダーを務める125周年記念行事プロジェクトチームのメンバーに選ばれる。このプロジェクトは世界的ゲームデザイナーの鬼丸の協力を得て、アバターを用いた斬新な仮想ショップを設けるというもので、鬼丸はプロジェクトの元々の提案者であるエンジニア部の川端光のあこがれの人であり、川端が説明する壁のないモールに鬼丸は興味を示す。しかし、最初の説明から変わってしまった内容とあまりに男性中心的な小野の言動に鬼丸はプロジェクトからの撤退を申し出、川端をはじめとする女子社員もプロジェクトチームからはずれる。備品管理課から専務付けに異動した峰岸雪からアドバイスを受け、田中から川端の必要性を訴えられた小野は川端に詫びを入れて女子社員の復帰を求め、アバターの全面見直しをしたうえで、鬼丸にプロジェクトへの復帰を依頼し、新たなプロジェクトリーダーに川端を推薦する。田中は会社の近くでぶつかりおじさんにぶつかられて階段から落ち、意識がもうろうとする中で、小野に「あなたが好きです」と言ってしまう。

#### 第5話 5th STAGE 社内恋愛
田中麻理鈴が異動した営業四課の三島課長は「夜8時以降の残業禁止!」「週休2日以上でメリハリを!!」「課内恋愛禁止」の3つの課訓が仕事の効率を上げていると思っている。しかし、実は課長自身が休日出勤をして過労で倒れるなど課のメンバーは「仕事が好き」過ぎてこのルールを破っていた。麻理鈴は課内でそのことを暴露したうえで、行き詰っているバレンタイン企画の「7人のショコラティエ」を自分が軌道に乗せたら課長自身がきっちり日曜に休むことを約束させ、公園で出会った鳩おじさんの協力でプロジェクトを軌道に乗せる。麻理鈴は自分の憧れのT・Oが田村収であることを小野忠に知られる。麻理鈴はクリスマスの夜にT・Oと峯岸が一緒に歩いているのを見かける。麻理鈴がクリスマスの夜の件を峯岸につめよると、峯岸は恋愛感情はなく秘密のプロジェクトの話をしていたと説明する。

#### 第6話 6th STAGE 先輩
田中麻理鈴は、新入社員として営業四課に配属された山瀬修の指導担当になる。山瀬が清掃のアルバイトをしていたのは入社前に社内の情報を収集することが目的であった。業績が低迷しているEIDITT営業部長の国安隼は、過去の自慢話をするばかりで相手の話を聞こうとしない人物だった。企画開発部新入社員の板倉夕子は、今までの顧客層と違う客層をターゲットとするキャンペーンを行うことを小野忠に提案するが、小野は国安の話に相槌をうつだけで提案しようとしない。小野から通院のため国安との打ち合わせスケジュールの変更を依頼されたのを好機として、板倉と山瀬は2人だけで新顧客開拓を提案するが、国安は聞く耳を持たない。麻理鈴は2人から自分に相談がなかったことで先輩（=仲間）と思われていなかったのかと失望する。国安への弁解のために板倉を連れてEIDITTを訪れた小野は、国安が新顧客開拓を提案したかのように話し、承諾を得る。実は、小野は板倉の提案を認め、話を切りだすタイミングを計っていた。麻理鈴は社内の多数の知り合いに「変身」をテーマとする動画への出演を依頼する。特にバズったのは嫌がる峯岸を無理やり出演させ、メイキング映像と組み合わせたバージョンであった。小野は山瀬に麻理鈴が好意を持っているのは自分ではなくT・Oであることを話す。麻理鈴は峯岸からT・Oと一緒に進めているのは3年以内に女性管理職の割合を5割にするプロジェクトであることを聞き「JK5」と命名する。

#### 第7話 7th STAGE 社内政治
社長が倒れ、次期社長として専務の島田礼治と社長ジュニアの神山伝弥の名前がうわさされる。有能との評判が高い島田に比べ伝弥は人望がなく、伝弥が立ち上げた未来プロジェクトの2回目の会議に参加したのは田中麻理鈴と広報部の根津緑の2人だけであった。根津は麻理鈴に専業主婦を目指していると話す。麻理鈴と根津は社長宅で伝弥の誕生日パーティーを企画するが、同日に島田と峯岸も集会を開催し、パーティーには小野忠が短時間顔を出しただけで他の社員は参加しない。3人で星空を見上げながらよもやま話をするうちに、伝弥は介護プロジェクトで社会貢献することを決意し、小野の学生時代の先輩でアウトドアメーカー社員の佐山達也の協力を得る。根津は企画開発部の如月隼人の指示で伝弥を陥れる材料を探すために接近していたのだが、伝弥に真剣に協力することを決意する。峰岸とT・OはJK5について島田専務の内諾を得ていたが、島田は内諾を白紙に戻す。予想より早く社長の座が近づいてきたことでJK5に対し逃げ腰になった島田に峰岸は失望観を持つ。しかし、T・Oの励ましで峰岸は意欲を取り戻し、伝弥を社長にするBプランに移行し、T・OがJK5をリークすることで島田派の切り崩しを計る。伝弥は介護プロジェクトを広報するテレビの生放送の際に、島田を社長に推すこと、自分は介護プロジェクトに専念することを公表し、麻理鈴は島田がJK5を進めていることを公表する。根津は、伝弥のプロポーズを受け入れ伝弥を島田の次の社長にすることを目指すと麻理鈴に話す。島田は取締役会の全員一致で次期社長に指名され、峰岸にJK5の再開と麻理鈴を切ることを指示し、麻理鈴は再び備品管理課に異動する。

#### LAST STAGE ガラスの天井
JK5が始まって半年が経過しリストラも行われて、社内にはギスギスした雰囲気がただよう。田中麻理鈴はJK5推進室長峰岸雪の意欲のないものは切り捨て外部から人材を補充すればよいという考え方に異を唱えるが、峯岸は意に介さず麻理鈴もいらないと言う。女子社員からは管理職を回避する動きも生じ、麻理鈴が担当する女子管理職研修講座の出席者が0になる。麻理鈴は別館地下にJK5推進室別室を設け、女子社員の抱える問題を個別に解決することに乗り出す。麻理鈴は、企画開発一課課長の笹沼エミリと間宮マミコの問題に対処する中で男子社員が他の社員に悩みを相談できずにいることに気付き、梨田友子、川端光の協力を得て匿名掲示板の「雑談ルーム」を設置して情報収集をする。週刊誌にJK5に関する暴露記事が掲載される。辞表を胸に社内説明会に臨んだ峰岸であったが、麻理鈴により峰岸が周囲が思っているようなハイスペック女子ではないことが暴露され、一同の笑いの中で峰岸は退職を思いとどまり推進室に男性を加え改善することを約束する。田村収は麻理鈴がいつも口にするT・Oが小野忠だと誤解する。

### キャスト

#### 主要人物
田中麻理鈴（たなか まりりん）
演 - 今田美桜
滋賀県出身。株式会社オウミ総務部備品管理課勤務（第1話）。人事部（第2話）。マーケティング部（第3話）。125周年プロジェクト出向（第4話）。営業部・営業四課（第5話）。総務部備品管理課（第8話）。「女性の管理職五割計画 推進室」（第9話）。「JK5推進室分室」→「シン・JK5推進室」（最終話）。
峰岸雪（みねぎし ゆき）
演 - 江口のりこ
備品管理課の先輩社員。麻理鈴に出世の極意を伝授する。経営戦略本部に異動し、田村と組んで女性管理職を5割に増やす「JK5」なる会社変革案を起草。7話で執行役員になったことが明らかになった。第9話では取締役として「女性の管理職五割計画」推進室室長となる。

#### 株式会社オウミ
T・O（田村収）
演 - 向井理
海外事業部勤務。麻理鈴が一目惚れした運命の人。スカイダイビングで知り合う。第9話で経営戦略本部に異動。
小野忠
演 - 鈴木伸之
オウミで出世街道を突き進むエリート社員。企画開発部・企画開発一課。
山瀬修
演 - 高橋文哉
清掃のアルバイト。社内事情に精通している。第6話でオウミに入社し営業第四課に配属される。
営業部
大井美加
演 - 志田未来（第1話）
ドラマオリジナルキャラクター。広島県出身。営業部・営業一課。2020年採用で入社3年目。同期はコロナ年入社組と呼ばれ、新入社員より使えないと評価されることもある。中学生時代より使っている徳田家具製品のよさを広島県内だけでなく全国各地に広めたいと考えて営業一課で推薦する。同僚に名前を間違えられる。
白田哲士
演 - 荒牧慶彦（第1話）
営業一課。小野忠と同期。
高木真守
演 - 高木トモユキ（第1話）
営業一課・課長。
赤山
演 - 小熊樹（第1話）
営業一課。
緑川
演 - 大村わたる（第1話）
営業一課。
押立信也
演 - 長谷川ティティ（第4話）
125周年プロジェクトメンバー。
若松雅樹
演 - 濱田和馬（第4話）
125周年プロジェクトメンバー。
三島正則
演 - 山口智充（第5話・第6話）
営業四課・課長。
七尾明
演 - 松田凌（第5話・第6話・第8話）
営業四課。三島課長の部下。
萬田志津香
演 - 寺川里奈（第5話・第6話）
営業四課。
百田綾乃
演 - 水上京香（第5話・第6話）
営業四課。
千野光司
演 - サカモト（GGチャンネル）（第5話・第6話）
営業四課。
人事部
夏目聡子
演 - 石田ひかり（第1話・第2話・第5話・最終話）
人事部人事課・課長。
江上達彦
演 - 林泰文（第2話・第7話）
人事部・部長。
森岡巧
演 - 和田雅成（第2話・第9話）
人事部人事課。小野忠と同期。
春田すみれ
演 - 石川恋（第1話・第2話）
人事部人事課。
秋山葵
演 - 鈴木たまよ（第1話・第2話・第9話・最終話）
人事部人事課。
佐伯琴美
演 - 羽瀬川なぎ（第1話・第2話）
人事部人事課。
小林桜
演 - 小野川晶（第1話・第2話）
人事部人事課。寿退社する。
カスタマーセンター部
三瓶花子
演 - 渡辺江里子（阿佐ヶ谷姉妹）（第2話）
宮川桃花
演 - 椿弓里奈（第2話）
石川啓太
演 - 小多田直樹（第2話）
千葉杏奈
演 - 林加奈子（第2話）
マーケティング部
梨田友子
演 - 石橋静河（第1話・第3話・第4話・最終話）
恩田和久
演 - 高橋健介（第3話）
小野忠の同期。
清水淳
演 - おかやまはじめ（第3話・第4話・第5話・最終話）
部長。退職願を出す（第9話）。
早見若葉
演 - 須藤叶希（第3話・最終話）
稲垣香織
演 - 大浦千佳（第3話）
エンジニア部
川端光
演 - 近藤春菜（ハリセンボン）（第1話・第4話・第6話・第9話・最終話）
小野忠の同期。125周年プロジェクトメンバー。
企画開発部
畑中健介
演 - 阿南健治（第2話 - 第5話・第8話・第9話）
企画開発部・部長。
笹沼エミリ
演 - ソニン（第8話 - 最終話）
企画開発部・企画開発一課・課長。
是政誠
演 - 赤澤遼太郎（第3話・第4話・第6話・第8話 - 最終話）
企画開発一課。125周年プロジェクトメンバー。
宮西加奈
演 - 大原梓（第1話・第2話・第4話・第9話・最終話）
企画開発一課で小野忠の部下。125周年プロジェクトメンバー。
板倉夕子
演 - 石井杏奈（第6話）
新入社員。企画開発一課。
如月隼人
演 - 味方良介（第7話）
小野忠と同期。
間宮マミコ
演 - 桜井ユキ（第8話 - 最終話）
自ら志願して企画開発部から備品管理課へ異動したが（第8話）、再度志願し戻った（第9話）。
月島亮一
演 - 高橋努（第9話・最終話）
企画開発一課。課長補佐。
星田奏
演 - 阿佐辰美（第9話・最終話）
企画開発一課。
業務管理部
二谷杏子
演 - 須藤理彩（第5話）
三島課長の元妻。
広報部
根津緑（ねづ みどり）
演 - 北乃きい（第7話）
オウミの未来プロジェクトのメンバーの1人。社長ジュニアにハニートラップを仕掛けようと企む。
経理部
滝川基樹
演 - 信太昌之（第2話）
部長。
吉武
演 - 廻飛呂男（第8話）
備品管理課に孫の手を注文する。
商品部
及川隆
演 - 碓井英司（第2話・第6話・第9話）
麻理鈴にT・Oと間違われる。柔道が得意。
海外事業本部
マイケル・キース
演 - Robin Barde（第6話）
欧州・北米課。麻理鈴のTikTok動画作成に協力する。
情報産業ビジネス部
大島剛志
演 - 内藤聖羽（第2話・第7話）
田中麻理鈴にT・Oと間違われる。「未来プロジェクト」参加メンバー。
レンタル呉服部門
室井守
演 - 阿部翔平（第7話）
「未来プロジェクト」参加メンバー。
総務部
真島
演 - 小野了（第8話）
総務部長。
竹内一成
演 - 佐戸井けん太
備品管理課・課長。
町山博道
演 - 藤田秀世（第1話 - 第8話）
備品管理課。早期退職する。
本山祐介
演 - 画大（第1話 - 第8話）
備品管理課。早期退職する。
土方周防
演 - 今井隆文（第8話・最終話）
総務課。総務部のMr.ルールブック。
女性の管理職五割計画 推進室 → シン・JK5推進室
森麻実
演 - 川面千晶（第9話・最終話）
一条菜々
演 - 佐々木史帆（第9話・最終話）
上記二人はヘッドハンティングされ入社。峰岸のことを「峰さま」と呼ぶ「峰岸ガールズ」。
重役
島田礼治
演 - 小木茂光
専務取締役。第7話で取締役会で社長に推挙される。
神山伝
演 - 山田明郷（第1話・第7話）
代表取締役社長。第7話で病気で退任することになる。
神山伝弥
演 - 野間口徹（第5話 - 第7話）
オウミ社長の御曹司。取締役で次期社長候補。会社の10年後を考える「未来プロジェクト」を立ち上げる。
阿藤陸
演 - 大河内浩（第7話）
取締役。島田派。
馬場平蔵
演 - 難波圭一（第7話）
取締役。島田派。
受付
広田萌
演 - 池上紗理依（第6話）
麻理鈴に頼まれてTikTok動画に出演する。
朝日紀香
演 - 伊藤麗（第6話）
清掃員
遠藤
演 - 山下裕子
吉田
演 - しのへけい子

#### その他
村松カンナ
演 - あかせあかり
麻理鈴の行きつけの居酒屋「タイチロ」の店員。お店の看板娘。

#### ゲスト
第1話
居酒屋「タイチロ」の客
演 - 金ちゃん・坂井良多（鬼越トマホーク）
徳田永作
演 - 平泉成
徳田家具社長。大の釣り好きでミノー（ルアー）にも関わらず置き竿で大物を釣ってしまう。
長谷川大五郎
演 - 市山貴章
徳田家具専務
第3話
アンミカ
演 - アンミカ
店員
演 - ジェジュン（主題歌歌手）
スッポン料理店「くるま屋」
亀井
演 - 亀岡孝洋
スッポンスープ販売の会社「スッポン家族」
第4話
鬼丸
演 - 冨永愛
正体不明の世界的ゲームデザイナー
ぶつかりおじさん
演 - 小宮浩信（三四郎）
第5話
マル
演 - 渡辺哲
謎のおじさん。
アカギ
演 - 遠山俊也
麻理鈴の営業先「アンジュ・ショコラ」の店長。
チホ
演 - yukino
「アンジュ・ショコラ」の店員。
第6話
国安隼（くにやす じゅん）
演 - 升毅
スポーツ系アパレルメーカーEIDITT営業部長。
第7話
小林宏
演 - 剛州
定年前にオウミを介護離職。神山伝弥の介護体験に協力する。
小林の母親
演 - 木村翠
要介護者。
リポーター
演 - マーシュ彩
「ビジネス最前線」のリポーター。
鈴木タロウ
演 - 高松潤
街頭演説する衆議院議員候補。
佐山達也
演 - 両角周
小野忠の大学の先輩。アウトドアメーカーYamanias社員。
第8話
竹内えり子
演 - 加藤貴子
竹内備品管理課課長の妻。
間宮翔
演 - 森田湊斗（第9話・最終話）
間宮キミコの息子。
間宮花恋
演 - 由地珠苺（第9話）
間宮キミコの娘。
麻理鈴とT・Oとの娘
演 - 英茉
麻理鈴の妄想。
第9話
谷村
演 - 秋山ゆずき
病児保育施設の看護師。
別府隆太
演 - 今里真
アパレルメーカーMM LIFE営業部。
日向
演 - 加藤満
鶴馬食品社長。
講師
演 - 三木美加子
女性管理職育成研修の講師。
最終話
間宮司
演 - 植木祥平
間宮マミコの夫。
ホットヨガ講師
演 - 春日井静奈

一条の昔の上司
演 - 成松修

### スタッフ
- 原作 - 深見じゅん『悪女』（講談社『BE・LOVE』）
- 脚本 - 後藤法子、松島瑠璃子[4]
- 演出 - 南雲聖一、内田秀実、山田信義[4]
- 音楽 - 松本晃彦
- ナレーション - 島本須美
- 主題歌 - J-JUN with XIA（JUNSU）「六等星」（First JB music）[74]
- チーフプロデューサー - 加藤正俊→田中宏史
- プロデューサー - 諸田景子[4]、小田玲奈、大塚英治、平井十和子
- 制作協力 - ケイファクトリー
- 製作著作 - 日本テレビ

### 放送日程
| 話数                                                                         | 放送日  | サブタイトル                                   | ラテ欄                                                                       | 演出     | 視聴率 |
| ---------------------------------------------------------------------------- | ------- | ---------------------------------------------- | ---------------------------------------------------------------------------- | -------- | ------ |
| 第1話                                                                        | 4月13日 | 1st STAGE コロナ年入社（備品管理課）           | 30年支持され続ける名作 2022版! 会社が楽しくなる出世術を学ぶ新ヒロインが誕生! | 南雲聖一 | 8.5%   |
| 第2話                                                                        | 4月20日 | 2nd STAGE 女の敵は女!?（人事部）               | お仕事が楽しくなる出世術（2） 味方は1番の敵!? マリリン快進撃続く             | 南雲聖一 | 8.1%   |
| 第3話                                                                        | 4月27日 | 3rd STAGE 省エネ節約社員（マーケティング部）   | 仕事はお金のため? 節約省エネ社員VSマリリン 評価受ける業務は!?                | 内田秀実 | 7.9%   |
| 第4話                                                                        | 5月04日 | 4th STAGE 男女格差（125周年プロジェクト）      | チーム結束の鍵は男と女の手押し相撲!? マリリン憧れ上司に急接近                | 南雲聖一 | 7.3%   |
| 第5話                                                                        | 5月11日 | 5th STAGE 社内恋愛（営業部）                   | 社内恋愛大国ニッポン! 恋のライバルは師匠!? 強敵と闘え                        | 内田秀実 | 7.2%   |
| 第6話                                                                        | 5月18日 | 6th STAGE 先輩（営業部）                       | マリリン2年目 新章突入 後輩と働き方すれ違う 先輩失格で無念の涙               | 山田信義 | 7.0%   |
| 第7話                                                                        | 5月25日 | 7th STAGE 社内政治（社長ジュニア企画）         | 怖〜い社内政治!? 派閥と権力… マリリンついに悪女になる                        | 南雲聖一 | 7.0%   |
| 第8話                                                                        | 6月01日 | 8th STAGE 働き甲斐（備品管理課 再び）          | マリリンの逆襲! 家庭と仕事… どっちも諦めない生き方はズルい!?                 | 山田信義 | 7.3%   |
| 第9話                                                                        | 6月08日 | 9th STAGE 女性の管理職5割計画（JK5）           | マリリンが師匠と決裂!? 会社改革は正義か悪か… 最終決戦                        | 内田秀実 | 7.0%   |
| 最終話                                                                       | 6月15日 | 10th STAGE ガラスの天井（女性の管理職5割計画） | 最終決戦! ガラスの天井の向こうに見える景色と幸せ                             | 南雲聖一 | 7.7%   |
| 平均視聴率 7.5% （視聴率はビデオリサーチ調べ、関東地区・世帯・リアルタイム） |         |                                                |                                                                              |          |        |

- 初回は『1億人の大質問!?笑ってコラえて!×悪女（わる）合体SP』として、『笑ってコラえて3時間SP』（19:00 - 21:54）からステブレレスで接続[注釈 6]、21:54 - 22:54の6分繰り上げで放送された。

### 備考
- 情報解禁前の2月7日から13日まで、JR渋谷駅にて「田中麻理鈴って誰?」と題した入社辞令広告が掲示された[14]。また、日本テレビ内の特設サイトではキーワードを入力すると解禁前のドラマ情報を確認できるというキャンペーンが実施された[14]。
- 旧型の麻理鈴役を演じた石田本人は人事課長の聡子役として再登場した[29]。

### スピンオフドラマ
『悪男（わる）〜恋する男がカッコ悪いなんて誰が言った?〜』のタイトルで、第8話、第9話、最終話の放送終了後に「Tver」で無料配信。

#### キャスト（スピンオフドラマ）
- 小野忠 - 鈴木伸之
- 山瀬修 - 高橋文哉
- 田中麻理鈴 - 今田美桜

#### スタッフ（スピンオフドラマ）
- ナレーション - 島本須美
- 脚本 - 中村允俊
- 演出 - 千葉行利
- プロデューサー - 諸田景子、大塚英治

#### 配信日程
| 話数  | 配信日  | サブタイトル            |
| ----- | ------- | ----------------------- |
| 第1話 | 6月1日  | 8.5th STAGE コクハラ。  |
| 第2話 | 6月8日  | 9.5th STAGE フラれた。  |
| 第3話 | 6月15日 | 10.5th STAGE たられば。 |

### 受賞歴
- 第112回ザテレビジョンドラマアカデミー賞[89]
  - 主演女優賞：今田美桜